# Vaiola Tiere
Nqatuaine Mani (ur. 25 lipca 1977 na Wyspach Cooka) – piłkarz z Wysp Cooka grający na pozycji bramkarza w tamtejszym Titikaveka Rarotonga, były reprezentant Wysp Cooka.

## Kariera klubowa
Tiere od początku kariery związany jest z Titikaveką Rarotonga, czyli od 1995 roku, wtedy klub podpisał z nim kontrakt. Z tym klubem nigdy jeszcze nie zdobył ani Mistrzostwa Wysp Cooka ani Pucharu Wysp Cooka.

## Kariera reprezentacyjna
Tiere w reprezentacji Wysp Cooka zadebiutował w 1996 roku. Podczas dwóch lat występów w tejże reprezentacji zaliczył 4 spotkania.